# 선산군
| Daedongyeojido (Gyujanggak) 16-03.jpg | Daedongyeojido (Gyujanggak) 16-02.jpg |
|                                       |                                       |

선산군(善山郡)은 경상북도에 있던 군이다. 1995년 1월 1일 구미시로 통합되면서 폐지되었다.

## 역사
신라 진평왕 36년(614년)에 사벌주(沙伐州)를 폐하고 ‘일선주’(一善州)를 설치하고 군주(軍主)를 두면서‘일선’이라는 이름이 주로 사용되었다. 그러나 신문왕 7년(687년)에 다시 일선주를 파하고 사벌주로 고쳤다가, 경덕왕 때 ‘숭선군’(嵩善郡)으로 고쳤다.고려 시대에는 성종 14년(995년에 ‘선주’(善州)로 고쳤고, 고려 현종 9년(1017년)에 상주(尙州)에 소속되었다가, 고려 인종 21년(1142년)에 일선현령(一善縣令)으로 고쳤으며, 뒤에 다시 지선주사(知善州事)로 승격했다. 조선 태종 때에 지금 남아있는 지명인 ‘선산’(善山)으로 고치게 되었다. 뒤에 규례에 따라 선산도호부(善山都護府)로 승격시켰다. 선산주민들은 아직까지도 일선이나 숭선 또는 선주라는 말을 쓰고 있으며 역사의 깊이가 얼마나 되는가를 아직까지도 보여주고 있다. (선산(일선) 김씨, 선산초등학교 교가 중(숭선의 선산) 상호 : 일선고을, 일선주유소 등, 선주어린이집, 선주인력 등) 선산군은 다른 이름으로 ‘화의군’(和義郡)이라고도 하였다.
- 조선시대 경상도 선산군, 선산도호부
- 1895년 6월 23일(음력 윤5월 1일) 대구부 선산군으로 개편하였다.[4]
- 1896년 8월 4일 경상북도 선산군으로 개편하였다.[5]
- 1914년 4월 1일 9면으로 개편하였다.[6][7]

| 통폐합 전 | 통폐합 후 (김천군) | 통폐합 후 (김천군)                                                             |
| 구 행정구역 | 신 행정구역        | 신 행정구역                                                                    |
| --- | ------------------ | ------------------------------------------------------------------------------ |
| 선산군 상고면(上古面) 반룡동/봉양동/남통동/장기동 일부, 상율동/하동동/도촌/송동/관동 일부/고기동 일부, 봉곡동/장동/관동 일부/고기동 일부, 부곡동/신기동 일부/성남동 일부/서촌 일부, 선기동/장흥동/오동동/신기동 일부/가암동 일부/관동 일부/고기동 일부/(개령군 동면)숭산동 일부, 가암동 일부/수점동, 월산동/암전동/각산동/원평동 일부/장기동 일부, 외동/지산동 일부                               | 구미면             | 남통동, 도량동, 봉곡동, 부곡동, 선기동, 수점동, 원평동, 지산동                 |
| 선산군 하고면(下古面) 광평동/다송동/화신동, 비산동 일부/장동 일부/자죽동 일부/매호동 일부/파계동 일부, 상모동/석평동/노곡동/용전동 일부, 사곡동/용전동 일부/임은동 일부, 백산동/송정동/부산동 일부/(상고면)원평동 일부, 신부동/매호동 일부/비산동 일부/장동 일부/파계동 일부, 신평동/도덕동/덕산동/자죽동 일부/(상고면)원평동 일부, 임은동 일부, 상형동/하형동/하신동/동림동/부산동 일부          | 구미면             | 광평동, 비산동, 상모동, 사곡동, 송정동, 신부동, 신평동, 임은동, 형곡동         |
| 선산군 망장면(望長面) 관심동/신화동, 신동/내인동/외인동 일부, 중망동/분토동/원촌/신기동/상리/상망동 일부, 예곡동/강정동, 명동/신촌, 오로동/화개동 일부, 부곡동/봉곡동/외인동 일부, 이례동, 파토동/화개동 일부/상망동 일부, 횡산동/신리 | 고아면             | 관심동, 내우동, 대망동, 예강동, 신촌동, 오로동, 외우동, 이례동, 파산동, 횡산동 |
| 선산군 평성면(坪城面) 고소동/평촌/동평동 일부, 다식동, 문성동/지내동/도곡동/인서동/동평동 일부, 모하동/봉한동, 송림동, 하원동/점현동/거정동/석천동/중동/상원동, 항곡동 | 고아면             | 괴평동, 다식동, 문성동, 봉한동, 송림동, 원호동, 항곡동                         |
| 선산군 서내면(西內面) 황산동, 향촌/노상동 일부, 완전동 일부/(동내면)동부동, 이문촌/대조동 일부, 죽기동/사방동/원당동/평촌/신동/대조동 일부 | 고아면             | 황산동                                                                         |
| 선산군 서내면(西內面) 황산동, 향촌/노상동 일부, 완전동 일부/(동내면)동부동, 이문촌/대조동 일부, 죽기동/사방동/원당동/평촌/신동/대조동 일부 | 선산면             | 노상동, 동부동, 완전동, 이문동, 죽장동                                         |
| 선산군 동내면(東內面) 교촌, 원촌/강창동, 역촌/조남동 | 선산면             | 교동, 원동, 화조동                                                             |
| 선산군 무래면(舞來面) 내동/고압동/(서내면)대조동 일부, 북둔동/판상동/습례동 일부, 사이동/금전동/습례동 일부/(개령군 곡송면)월유동 일부 | 선산면             | 내고동, 북산동, 습례동                                                         |
| 선산군 독동면(禿同面) 독동동/원당동 일부/신기동 일부, 생곡동/원당동 일부/신기동 일부, 신기동 일부 | 선산면             | 독동동, 생곡동, 신기동                                                         |
| 선산군 주아면(注兒面) 봉촌/내구동/관동 일부, 농소동/초곡동 일부/주아동 일부/이곡동 일부, 문정동/구평동/죽전동/옥성동/송암동/신기동/중리/이곡동 일부/관동 일부, 추동/주아동 일부, 추곡동 일부 | 옥성면             | 구봉동, 농소동, 옥관동, 주아동, 초곡동                                         |
| 선산군 신당면(新堂面) 봉곡동/신곡동, 포상동/하송동/본리/소재동 일부/(개령군 곡송면)소방동 일부, 덕촌/다항동/신기동, 산촌/죽원동 일부, 죽계동/신촌/죽원동 일부, 태봉동/득익동 | 옥성면             | 봉곡동, 포상동, 덕촌동, 산촌동, 죽원동, 태봉동                                 |
| 선산군 신곡면(新谷面) 가덕동/원흥동, 재궁동/원당동/신기동/신암동/보통동/신평동 일부/(도개면)하리 일부, 상리/중리/하리/동백리/응암동 일부, 용정동/동정동/산두동/점촌 일부/(비안군 단남면)생물동 일부/용미동, 임호동/월동/응암동 일부/신평동 일부/점촌 일부 | 도개면             | 가산동, 궁기동, 신곡동, 동산동, 월림동                                         |
| 선산군 도개면(道開面) 용산동/석현동/두암동/신기동/신평동/화림동/우곡동 일부, 다항동/신화동/수부동/당현동/우곡동 일부, 송천동/상리/중리/갈현동 일부/하리 일부, 청운동/백운동/신흥동/갈현동 일부/(비안군 내서면)신촌 | 도개면             | 신림동, 다곡동, 도개동, 청산동                                                 |
| 선산군 해평면(海坪面) 동촌/서촌/대조동 일부/금곡동 일부/(몽대면)수성동 일부, 금삼동/동운동, 미동/연호동 일부/금석동 일부/여토동 일부, 원촌/장기동/대청동 일부/금석동 일부/여토동 일부/아촌 일부/하리 일부, 도포동/습문동 일부, 신기동/문량동/대조동 일부/백현동 일부/(몽대면)용수동 일부, 오상동/다사동/두대동/백현동 일부, 하창동/행촌/상창동/습문동 일부, 남촌/하리 일부/아촌 일부              | 해평면             | 괴곡동, 금산동, 금호동, 낙성동, 도문동, 문량동, 오상동, 월호동, 창림동, 해평동 |
| 선산군 산양면(山陽面) 평송동/중리/하도동/칠창동/원촌/수월동 일부, 연서동/연동동/박곡동 일부/(해평면)재궁동 일부, 주평동/목계동/수탕동/배천동/용치동/점촌/숭암동/신동, 만력동/박곡동 일부/수월동 일부 | 해평면             | 낙산동, 산양동, 송곡동, 월곡동                                                 |
| 선산군 산동면(山東面) 죽산동/종원동/칠봉동/(군위군 석본면)화계동 일부, 웅현동/보평동/광암동/백곡동 일부, 정송동/중구동/명산동/백곡동 일부 | 산동면             | 도산동, 백현동, 송산동                                                         |
| 선산군 몽대면(夢臺坊) 중평동/도리동, 동촌동/오리/제리/기복동 일부/헌덕동 일부/주곡동 일부, 신계동/본리/승지동/모산동/임천동/학사동, 조사동/봉산동/농촌/오산동/사창동, 용수동 일부/수성동 일부/(해평면)금곡동 일부/(인동군 북면)증동 일부, 감말동/우항동/관동/복래동/원당동/신동/헌덕동 일부/구미동 일부, 구교동/용인동/기복동 일부/문수동 일부/헌덕동 일부, 적림동/쌍암동/구미동 일부/주곡동 일부 | 산동면             | 도중동, 동곡동, 임천동, 봉산동, 성수동, 신당동, 인덕동, 적림동                 |
| 선산군 장천면(長川面) 여곡동/금화동/기동, 부곡동/수명동, 묵평동/상평동/삼산동/복로동/상림동 일부, 오지동/상림동 일부/(몽대면)문수동 일부, 신장동/선교동/덕제동 일부/여수동 일부/(인동군 동면)신덕동, 신점동/신방동/석적동/홍계동/불동/아동, 저전동/여토동/여수동 일부/덕제동 일부, 운곡동/중평동/중조동/신기동/오로동, 상도동/구장동/중동/하도동                                                  | 장천면             | 금산동, 명곡동, 묵어동, 상림동, 상장동, 석우동, 여남동, 오로동, 하장동         |
| 선산군 무을면(舞乙面) 무등동/유동/가정동/오가리 일부, 무상동/무하동, 무수동/안곡동/원성동/사창동, 백자동/천촌/송정동, 수다동/상송동, 송상동/송중동/송하동/우산동, 저전동/안곡동, 구평동/봉촌/오가리 일부, 원상동/원중동/모흥동, 웅곡동 | 무을면             | 무등동, 무수동, 무이동, 백자동, 상송동, 송삼동, 안곡동, 오가동, 원동, 웅곡동   |
- 1963년 1월 1일 구미면을 구미읍으로 승격하였다.[8] (1읍 8면)
- 1973년 7월 1일 칠곡군 북삼면 낙계동을 구미읍에, 산동면 도산리를 군위군 소보면에 편입하였다.[9]
- 1977년 3월 2일 구미읍과 칠곡군 인동면을 관할하는 경상북도 구미지구출장소를 설치하였다.
- 1978년 2월 15일 구미지구출장소를 구미시로 승격하였다.[10] (8면)
- 1979년 5월 1일 선산면을 선산읍으로 승격하였다. (1읍 7면)
- 1983년 2월 15일 금릉군 감문면 소재동·봉남동, 옥성면 봉곡동·포상동을 선산읍에 편입하였다.[11]

| 대통령령 제11027호           |             |
| 구 행정구역                  | 신 행정구역 |
| 금릉군 감문면 소재동, 봉남동 | 선산읍 일부 |
| 옥성면 봉곡동, 포상동        | 선산읍 일부 |
- 1987년 1월 1일 도개면과 의성군 구천면, 장천면과 칠곡군 가산면 사이의 행정구역 조정을 하였다.[12]

| 대통령령 제12007호   |                    |
| 구 행정구역          | 신 행정구역        |
| 도개면 청산리        | 의성군 구천면 일부 |
| 의성군 단밀면 용산리 | 도개면 일부        |
| 장천면 석우리        | 칠곡군 가산면 일부 |
- 1988년 7월 1일 해평면 낙산리 및 도개면 신림리 각 일부를 통합, 해평면 일선리를 신설하였다.
- 1989년 1월 1일 칠곡군 가산면 신장리를 장천면에 편입하였다.[13]
- 1990년 1월 6일 옥성면 죽원리를 대원리로 개칭하였다.[14]
- 1995년 1월 1일 구미시와 선산군을 합쳐 도농통합형 구미시를 설치하고, 선산군청은 선산출장소로 개편하였다.[1]

## 행정 구역
1914년의 행정구역과 현재의 행정구역 비교
| 1914년          | 1914년 | 현재                     | 현재 |
| 면              | 리 | 구·읍·면                 | 동·리 |
| --------------- | --- | ------------------------ | --- |
| 선산면 (善山面) | 교리, 내고리, 노상리, 독동리, 동부리, 북산리, 생곡리, 습례리, 신기리, 완전리, 원리, 이문리, 죽장리, 화조리                                         | 구미시 선산읍            | 교리, 내고리, 노상리, 독동리, 동부리, 북산리, 생곡리, 습례리, 신기리, 완전리, 원리, 이문리, 죽장리, 화조리                                     |
| 옥성면 (玉城面) | 봉곡동, 포상동 | 구미시 선산읍            | 봉곡리, 포상리 |
| 옥성면 (玉城面) | 구봉동, 농소동, 죽원동, 덕촌동, 산촌동, 옥관동, 주아동, 초곡동, 태봉동                                                                             | 구미시 옥성면            | 구봉리, 농소리, 대원리, 덕촌리, 산촌리, 옥관리, 주아리, 초곡리, 태봉리                                                                         |
| 고아면 (高牙面) | 관심동, 괴평동, 내예동, 다식동, 대망동, 문성동, 봉한동, 송림동, 신촌동, 예강동, 오로동, 외예동, 원호동, 이례동, 파산동, 항곡동, 황산동, 횡산동     | 구미시 고아읍            | 관심리, 괴평리, 내예리, 다식리, 대망리, 문성리, 봉한리, 송림리, 신촌리, 예강리, 오로리, 외예리, 원호리, 이례리, 파산리, 항곡리, 황산리, 횡산리 |
| 무을면 (武乙面) | 무등동, 무수동, 무이동, 백자동, 상송동, 송삼동, 오가동, 웅곡동, 원동                                                                               | 구미시 무을면            | 무등리, 무수리, 무이리, 백자리, 상송리, 송삼리, 오가리, 웅곡리, 원리                                                                           |
| 구미면 (龜尾面) | 광평동 일부, 남통동, 도량동, 봉곡동, 부곡동, 비산동 일부, 사곡동 일부, 상모동, 선기동, 송정동, 수점동, 신평동, 원평동, 임은동 일부, 지산동, 형곡동 | 구미시                   | 광평동, 남통동, 도량동, 봉곡동, 부곡동, 비산동, 사곡동, 상모동, 선기동, 송정동, 수점동, 신평동, 원평동, 임은동, 지산동, 형곡동                 |
| 구미면 (龜尾面) | 광평동 일부, 비산동 일부, 사곡동 일부, 신부동, 임은동 일부                                                                                         | 구미시                   | 공단동 |
| 산동면 (山東面) | 도중동, 동곡동, 백현동, 봉산동, 성수동, 송산동, 신당동, 인덕동, 임천동, 적림동                                                                     | 구미시 산동읍            | 도중리, 동곡리, 백현리, 봉산리, 성수리, 송산리, 신당리, 인덕리, 임천리, 적림리                                                                 |
| 산동면 (山東面) | 도산동 | 대구광역시 군위군 소보면 | 도산리 |
| 장천면 (長川面) | 금산동, 명곡동, 묵어동, 상림동, 상장동, 여남동, 오로동, 하장동                                                                                     | 구미시 장천면            | 금산리, 명곡리, 묵어리, 상림리, 상장리, 여남리, 오로리, 하장리                                                                                 |
| 장천면 (長川面) | 석우동 | 칠곡군 가산면            | 석우리 |
| 해평면 (海平面) | 괴곡동, 금산동, 금호동, 낙산동 일부, 낙성동, 도문동, 문량동, 산양동, 송곡동, 오상동, 월곡동, 월호동, 창림동, 해평동                                | 구미시 해평면            | 괴곡리, 금산리, 금호리, 낙산리, 낙성리, 도문리, 문량리, 산양리, 송곡리, 오상리, 월곡리, 월호리, 창림리, 해평리                                 |
| 해평면 (海平面) | 낙산동 일부 | 구미시 해평면            | 일선리 |
| 도개면 (桃開面) | 신림동 일부 | 구미시 해평면            | 일선리 |
| 도개면 (桃開面) | 가산동, 궁기동, 다곡동, 도개동, 동산동, 신곡동, 신림동 일부, 월림동                                                                                | 구미시 도개면            | 가산리, 궁기리, 다곡리, 도개리, 동산리, 신곡리, 신림리, 월림리                                                                                 |
| 도개면 (桃開面) | 청산동 | 의성군 구천면            | 청산리 |